# میخائیل پروخوروف
میخائیل دمیتریویچ پروخوروف (به روسی Михаил Дмитриевич Прохоров) زاده سوم می ۱۹۶۵ در مسکو، سرمایه‌دار و میلیاردر روسی است. او ملقب به «گولدفینگر» (انگشت طلایی) است، و در سال ۲۰۰۹ ثروتمندترین مرد روسیه بود.
نشریه فوربز در سال ۲۰۱۰ او را با ۱۳٫۴ میلیارد دلار ثروت، ۳۹مین مرد ثروتمند جهان دانست.
او صاحب (۸۰٪) تیم بروکلین نتس در لیگ ان بی ای و صاحب (۴۵٪) ورزشگاه جدید این تیم بنام Barclays در بروکلین نیویورک است.
او ثروت خود را در صنایع فلزات و طلا بدست آورد. نام شرکت وی Onexim Group است که در سال ۲۰۰۷ تأسیس گردید و ۲۵ میلیارد دلار دارایی دارد.
او دارای مدرک کارشناسی از موسسه فیزیک و فناوری مسکو و نیز از موسسه مالی ایالتی مسکو است.